# Imran Khan (skådespelare)
Imran Khan (hindi: इमरान ख़ान), född Imran Pal, 13 januari 1983 i Madison, Wisconsin, är en indisk-amerikansk bollywoodskådespelare.

## Familj
Imran Khans far Anil Pal är hindu och hans mor Nuzhat Khan är muslim, med rötter i Herat i Afghanistan. Han är systerson till skådespelaren Aamir Khan.